# Herman Tulp
Herman Tulp (Zwolle, 31 december 1955) is een Nederlands kunstschilder die schildert in realistische trant. Hij wordt gerekend tot de onafhankelijke realisten of de vierde generatie van de noordelijke realisten.

## Leven en werk
Tulp woont en werkt sinds 1975 in stad Groningen. Daar werd hij van 1975 tot en met 1980 opgeleid aan de Academie Minerva. Zijn docenten waren Wout Muller, Diederik Kraaijpoel en Piet Pijn. Hij stond onder invloed van Paul Delvaux en James Ensor. Werk van Tulp is opgenomen in de collectie van het het Drents Museum te Assen en het Museum Møhlmann te Appingedam. Hij exposeerde onder meer in Hooghalen en Utrecht. In 2008/2009 maakte zijn werk deel uit van de overzichtstentoonstelling 'De verbazing van het Noorden' in het oude Groninger museum. Het merendeel van zijn schilderijen is in particulier bezit.

## Thema's
Al in zijn academietijd stond Tulp bekend om de symbooltaal en het heldere kleurgebruik in zijn schilderijen. Olieverven met verlaten, verwaarloosde treinen in vreemde landschappen; een onder water gelopen keuken - voorstellingen met een fantasierijke en magisch realistische inslag.
Tulp legt zich toe op stillevens, maar heeft ook andere onderwerpen op zijn repertoire zoals vrouwelijke naakten. In de loop der jaren werd de eerst volop aanwezige symboliek en surrealistische toon ondergeschikt aan lichtval, sfeer en compositie. De vrouwen uitgebeelde en meisjes bevinden zich in ruimtes waar de tijd zijn sporen heeft nagelaten.

## Prijs
In de jaren 80 werkte hij samen met Hans Parlevliet aan diverse illustraties, waaronder CD-hoezen en boekomslagen voor diverse uitgeverijen. In 1990 ontvingen zij daarvoor de Eppo Doeve Prijs voor illustratoren die werd uitgereikt in het Stedelijk Museum te Amsterdam.
- International Standard Name Identifier: 0000 0003 9552 6277
- Nederlandse Thesaurus van Auteursnamen: 134815416
- RKD-Nederlands Instituut voor Kunstgeschiedenis: 78442
- Virtual International Authority File: 290308617
- WorldCat: E39PBJdrHwqQDq3V7WPXfmR9Xd